# Vojko Gorjan
Vojko Gorjan, slovenski pesnik, pisatelj, prevajalec * 10. april 1949, Ljubljana, † 5. avgust 1975, Ljubljana. 
Na Filozofski fakulteti je študiral umetnostno zgodovino in sociologijo, končal z diplomskim delom o pesniku in slikarju Williamu Blaku.
Že med študijem je objavljal pesmi v Problemih in Sodobnosti. V javnosti se je pojavljal tudi kot prevajalec Williama Blakea. V sedemdesetih letih se je udeleževal razprav skupine tkim. šumijevcev, vendar sam ni bil predstavnik modernistov. 
Razvil je svoj slog postmodernizma, ki je bil bolj razumljen šele v osemdesetih letih in kasneje. Združeval je avtorjevo realnost s pesniškim svetom, kar se mu je posrečilo na najbolj samo-neprizanesljiv način, v katerem sta se združila skrajni krik življenja in njegov molk.
Življenje je končal s samomorom.
---
Vojko Gorjan je v svojem kratkem, a neskončnem življenju po lastnih besedah napisal »vsaj toliko kot Tomaž Akvinski« - a njegova dela so uredniki drug za drugim zavračali, ker so jim bila nedostopna. Gorjanov čas šele prihaja. Ta vizionarski pesnik in pisatelj je zgodnje otroštvo preživel v Ljubljani in Londonu, kjer je bil njegov oče (Božidar Gorjan) v diplomatski službi. V Ljubljani je po tem, ko je končal bežigrajsko gimnazijo, študiral umetnostno zgodovino in sociologijo; malo pred smrtjo je oddal diplomsko nalogo o Williamu Blaku, ki ga je tudi prevajal (kot tudi E. A. Poeja). Gorjan si je s svojim pisanjem prizadeval premikati meje človeške zavesti; o sebi je govoril kot o preroku - a pri tem se je skliceval na Blakovo misel, da je vsak pošten človek prerok... 
(Vir: Planetarium, Beletrina 2013) 
--- 
Bil je eden izmed tistih avtorjev generacije sedemdesetih let, katerih pomen zares prepoznavamo šele sedaj. Njegova pisava je bila za časa njegovega življenja tako  drugačna od pisave njegovih sodobnikov, da je večina njegove literarne zapuščine neobjavljena čakala na rokopisnem oddelku NUK vse do leta 2013, ko je pri založbi Beletrina v uredništvu in s spremno besedo Miklavža Komelja izšel obsežen izbor njegovih del pod skupnim naslovom Planetarium. 
--- 
Izdana dela:
- Jeruzalemski grički (1987)
- Poroka nebes in pekla (2006, Blake, prevod)
- Planetarium (2013, uredil Miklavž Komelj)